# Francesco De Grandi
Francesco De Grandi (Palermo, 12 dicembre 1968) è un pittore italiano.

## Biografia
Nato e cresciuto a Palermo, Francesco è figlio di Benigno De Grandi, originario di Salsomaggiore Terme, calciatore, allenatore e dirigente sportivo.
Dopo gli studi presso l'Accademia di Belle Arti della sua città, nel 1994 si trasferisce a Milano. Dopo un periodo a Shanghai, nel 2008 decide di tornare a Palermo, dove oggi insegna Pittura all’Accademia di Belle Arti.
Con Alessandro Bazan, Andrea Di Marco e Fulvio Di Piazza è un esponente della Nuova scuola palermitana emersa tra la fine degli anni novanta e i primi anni duemila.

## Poetica
Francesco De Grandi trova nei motivi archetipici della storia della pittura un percorso di conoscenza, in una forma del dipingere quasi meditativa. La pittura di De Grandi, fra studio della natura e sentimento del sacro, evidenzia  una pittura in continuo dialogo con la tradizione, che sfocia in una rivisitazione iconografica dove tutto si mescola e a volte si ribalta. Un omaggio all'immensa platea umana, dal racconto mitologico fino alla cruda cronaca attuale.

## Esposizioni personali
- 2023 Narrativa, RizzutoGallery, Palermo

Nella debolezza, dalle tenebre alla luce - Crocifissione di Urbino, Chiesa di San Francesco, Urbino. Promosso dai Frati minori conventuali in collaborazione con l’Accademia di Belle Arti di Urbino
- 2022 Francesco De Grandi - Opere della collezione Elenk’art, testo critico di Cristina Costanzo - RizzutoGallery, Palermo

- 2021 Sexophilia, ottanta disegni e una canzone (bi-personale con Daniele Franzella) - RizzutoGallery, Palermo

- 2020 Vago Fiore, a cura di Marcello Carriero - Ex Chiesa degli Almadiani, Viterbo

Maledetti Disegni, Festival delle Letterature Migranti (sez. Arti Visive), a cura di Agata Polizzi, Palermo 
- 2019 Aurea Hora, #Incursioni contemporanee 5, a cura di Sergio Troisi - Villa Zito, Palermo - Italy

- 2018 Come Creatura (Manifesta 12 CollateralEvent) - RizzutoGallery, Palermo

- 2016 Fragmente des Unbekennten, curated by Michael Kortlaender - GartenpavillonMalkasten, Dusseldorf - Germany
- 2015 Presepi d'artista #2 (bi-personale con Alessandro Bazan) - Eva Oliveri e Giovanni Rizzuto Collection - RizzutoGallery, Palermo
- 2014 Archetipi della pittura inquieta, a cura di Sergio Troisi - Convento del Carmine, Marsala (Trapani)

Interieur (bi- personale con Andreas Thein), a cura di Alessandro Pinto - RizzutoGallery, Palermo
- 2013 Wood #3 HortusSimplicium, Wall Painting, a project for the 55th Venice Biennale, curated by Laura Barreca and Valentina Bruschi - Fondazione Gervasuti, Venezia

- 2011 Il Passaggio Difficile, a cura di Marco Bazzini e Helga Marsala - Galleria d’Arte Moderna, Palermo

Wood Bosco Elettrico,Wall Painting,a cura di Helga Marsala  - Palazzo Riso, Museo Regionale d'Arte Moderna e Contemporanea della Sicilia, Palermo
- 2010 Ru mi - Aike-Dellarco Gallery, Shanghai - China

Dialogues (bi-personale con LuoXiaodong) - Galleria dell'Arco, Palermo
- 2009 Il Cranio Trasparente (“Compulsive hoarding”), Nerocuboproject, a cura di Maria Chiara Valacchi - Hotel Nerocubo, Rovereto (Trento)

Finnegan's Wake, Arte Moderna e Contemporanea nelle Dimore Storiche, curated by L. Monachesi, S. Papetti and M. R. Ricci - Giardino di Camastra di Lucio Tasca D'Almerita, Palermo - Italy
- 2008 Il Monte Analogo, a cura di Andrea Bruciati - Antonio Colombo Arte Contemporanea, Milano

Paesaggi, a cura di Ida Parlavecchio - Palazzo Sant’Elia, Palermo
- 2006 Personal Pantheon, a cura di Marco Cingolani e Laura Carcano - Studio d’Arte Cannaviello, Milano

- 2004 Notte Saturnina, a cura di Luca Beatrice - Studio d’Arte Cannaviello, Milano
- 2003 Disegni - Nicola Ricci Arte Contemporanea, Pietrasanta (Lucca)
- 2002 Carne e cielo, a cura di Alberto Fiz - Studio d’Arte Cannaviello, Milano| A@O+Cannaviello, Berlino
- 2000 Discorsi sospesi - Es. Arte Contemporanea, Torino
- 1999 La cala, a cura di Alessandro Riva - Sergio Tossi Arte Contemporanea, Prato

L'Anima Raschiante, a cura di Alessandro Riva - Marazzani Visconti Terzi, Piacenza
- 1998 Amanita Muscaria - Es. Arte Contemporanea, Torino - Italy

Sarrbaggi, Les Chances de l'Art,  a cura di Luca Beatrice, Bolzano
- 1996 Le vittime dell’alveare,  a cura di Luca Beatrice, Sergio Tossi Arte Contemporanea, Prato

Grrrrls,  a cura di Luca Beatrice, Es. Arte Contemporanea, Torino
- 1995 Bestiamara,  a cura di Luca Beatrice, Es. Arte Contemporanea, Torino
- 1992 De Grandi, a cura di Gianna Di Piazza, Galleria delle Ore, Milano

## Esposizioni collettive
2023
- Pittura italiana oggi, a cura di Damiano Gullì, Triennale di Milano
- Medea, a cura di Demetrio Paparoni, Palazzo Antico Mercato di Siracusa
- Artificialia et Mirabilia, a cura di Andrea Bruciati, Villa d’Este, Tivoli
- Raggioverde, a cura di Michela Eremita, Santa Maria della Scala, Siena

2021
- Camera Picta, a cura di Margherita de Pilati, Gabriele Lorenzoni e Federico Mazzonelli, Galleria Civica, Castello del Buonconsiglio, Mart, Trento
- 141 - Un secolo di disegno in Italia, a cura di Maura Pozzati e Claudio Musso - Fondazione del Monte Palazzo Paltroni, Bologna
- North to Northwest, a cura di Paolo Falcone e Ilaria Gianni - Il Frantoio, Capalbio (Grosseto)

2020    
- Ex Machina, a cura di Site Specific and AA29 Project gallery - Ex Convento del Carmine di Scicli, (Ragusa)
- Quando non aveva nome il cielo, un progetto di Ignazio Mortellaro e Francesco Pantaleone - Casa Balat, Noto (Siracusa)

2019
- New Visionaries - Annarummagallery, Napoli

2018
- Foresta Urbana / Urban Forest, a cura di Paolo Falcone - Museo Riso, Palermo
- La Scuola di Palermo,a cura di Sergio Troisi e Alessandro Pinto - Museo Riso, Palermo

2017
- Quantum Leap – RizzutoGallery, Palermo

2016
- Piccolo compendio d'istruzioni di Pittura vol. II, a cura di Alberto Zanchetta - Galleria Bianconi, Milano
- Contemporanea: collezioni 2006-2016 - Galleria d'Arte Moderna, Palermo
- Sosta - RizzutoGallery, Palermo

2015
- Un amore asimmetrico, a cura di Andrea Bruciati - Galleria Bianconi, Milano
- Walking on the planet, a cura di Pietro Gaglianò - Casa Masaccio, Casa Giovanni Mannozzi, Palazzo Panciatichi, San Giovanni Valdarno (Arezzo)
- Ottocelle, a cura di Enzo Fiammetta - Museo D'Arte Contemporanea Collegio dei Gesuiti, Alcamo (Trapani)

2014
- Artsiders, a cura di Fabio De Chirico e Massimo Mattioli - Galleria Nazionale dell'Umbria, Perugia
- Anima Pura. Dialogo tra sacralità e contemporaneità, a cura di Giacomo Rizzo - Palazzo Costatino e Di Napoli, Palermo
- Artisti di Sicilia. Da Pirandello a Iudice, a cura di Vittorio Sgarbi - Ex Stabilimento Florio delle tonnare di Favignana e Formica, Favignana (Trapani)| Palazzo Sant'Elia, Palermo
- Made in Filandia 2014, Mostra conclusiva del progetto di microresidenze - Filanda di Pieve a Presciano (Siena)
- In Absentia, a cura di Margherita Fontanesi e Salvatore Trapani - Museo Il Correggio, Correggio (Reggio Emilia)
- Die Grosse 2014 - Museum KunstpalastHerenhof, Dusseldorf - Germany

2013
- Lo sguardo invisibile // Un'indagine sulle possibilità del paesaggio, a cura di Federico Lupo - Von Holden Studio, Palermo
- Die Schule Von Palermo 4 Kunstler ausSizilien, a cura di Alessandro Pinto e Michael Kortlander - Goethe Museum, Dusseldorf - Germany

2012
- Come una bestia feroce, a cura di Andrea Bruciati, Daniele Capra, Federico Mazzonelli e Alberto Zanchetta - Bonellilab, Canneto sull'Oglio (Mantova)
- Hohò Messer Boccaccio, Org. Museo Pecci Prato, a cura di Marco Bazzini - Palazzo Pretorio, Certaldo (Firenze)
- Loci natura, a cura di Maria Chiara Valacchi - Bianca Artecontemporanea, Palermo
- Anni 90 - Studio d'Arte Cannaviello, Milano
- La Peste, a cura di Alessandro Bazan e Salvatore Davì - Palazzo Costantino e Di Napoli, Palermo
- Amici Miei, a cura di Tiziana Pantaleo - Spazio Cannatella, Palermo
- Per te solo il cuore dimentica ogni suo affanno, a cura di Andrea Bruciati ed Eva Comuzzi - Galleria d'Arte Moderna, Udine

2011
- Il ramo d’oro, a cura di Andrea Bruciati ed Eva Comuzzi - Teatro Nuovo Giovanni da Udine, Udine
- Difetto come indizio di desiderio, a cura di Andrea Bruciati - Neon Campobase, Bologna
- 54ª Biennale di Venezia, Padiglione Italia, Corderie dell’Arsenale, a cura di Vittorio Sgarbi – Venezia
- Painting Detours - Senza di te che sarei mai io?, a cura di Andrea Bruciati - Guado dell’Arciduca, Nogaredo al Torre (Udine)
- Sicilia sopra tutti, a cura di Duccio Trombadori - Galleria Civica Montevergini, Siracusa
- Contemporanei a confronto, a cura di S. D. Torrisi - Libra Arte Contemporanea, Catania
- Casa Out, Casa Badalamenti, a cura di Laboratorio Saccardi - Cinisi (Palermo)

2010
- Italian genius now, Italian Pavilion Expo Shanghai, Kaohsiung - MuseoPecci, Prato
- Museum of Fine Arts, a cura di Marco Bazzini - Taiwan - China
- Orde di segnatori, a cura di G. Guatta - Antonio Colombo Arte Contemporanea, Milano
- IT Italian Art Today, a cura di S. Girardi - Italian Cultural Institute, San Francisco (California)
- Ritratti Italiani, a cura di Vittorio Sgarbi - Fondazione Durini, Milano
- SweetSheets (Moves to Modica), a cura di Federico Lupo - Palazzo della Cultura, Modica (Ragusa)
- Il Mito del Vero. Il Ritratto. Il Volto, a cura di P. Lesino e G. M. Prati - Palazzo Durini, Milano
- II Western China International Art Biennale, a cura di Tian Ye - Sedi varie, Yinchuan, Ningxia, China, Italia

2009
- Milanogallerie, a cura di Giorgio Verzotti - Triennale di Milano, Milano
- Plenitudini, a cura di Alberto Zanchetta - Galleria delle Logge e Pinacoteca di San Francesco, San Marino
- Ditalia. Contemporanei 2009, a cura di Maria Chiara Valacchi - Civica Pinacoteca di Follonica Amedeo Modigliani, Follonica (Grosseto)
- Degli uomini selvaggi e d’altre forasticherie, a cura di V. Siviero - Lab 610 XL, Servo di Sovramonte (Belluno)
- Passaggi in Sicilia. La collezione di Riso e oltre, a cura di Valentina Bruschi e Paolo Falcone - Palazzo Riso, Museo Regionale d'Arte Moderna e Contemporanea della Sicilia, Palermo
- Una forza del passato, HangART-7 Edition 13, a cura di L. Reddeker – Red Bull Hangar 7, Salisburgo - Austria
- ItalianCalling / Future Star - Bonelli Lab, Canneto sull’Oglio (Mantova)
- A fior di pelle: pratiche disegnative a confronto, a cura di Andrea Bruciati - Galleria Comunale d’Arte Contemporanea, Monfalcone (Gorizia)
- I was so much older then, I’m younger than that now, a cura di Luca Beatrice - Antonio Colombo Arte Contemporanea, Milano
- Upupa, a cura di Grazia De Palma - Museo Nuova Era, Bari
- Contemplazioni. Bellezza e tradizioni del nuovo nella pittura italiana contemporanea, a cura di A. Agazzani - Castel Sismondo, Rimini

2008
- Il Drago di Giorgio, a cura di A. Zanchetta e V. Siviero - Lab 610 XL, Servo di Sovramonte (Belluno)
- Collezione Farnesina – Experimenta, a cura di M. Calvesi, L. Canova, M. Meneguzzo, M. Vescovo - Palazzo della Farnesina, Roma
- XV Quadriennale d'Arte di Roma, a cura di Claudio Spadoni - Palazzo delle Esposizioni, Roma
- L'Oscuro Confine, a cura di Guido Comis - 3G Arte Contemporanea, Udine
- Direzione Sud-Est, Arte Contemporanea in Sicilia, a cura di Luigi Cerutti e Stefania Giazzi - AT Borgia del Casale, Siracusa
- Effetto Stalker #2, a cura di Helga Marsala - Galleria dell'Arco, Palermo

2007
- L’immagine sottile, a cura di Andrea Bruciati - Galleria Comunale d’Arte Contemporanea, Monfalcone (Gorizia)
- Scuola di pittura, a cura di O. Berlanda e G. M. Montesano - Galleria Civica di Trento, Trento
- Wundergarten, a cura di Helga Marsala - Orto Botanico di Palermo, Palermo
- Arte Italiana.1968-2007 Pittura, a cura di Vittorio Sgarbi - Palazzo Reale, Milano
- Arcani Maggiori, a cura di Massimo Kaufmann - Antonio Colombo Arte Contemporanea, Milano
- “Apocalittici e Integrati” utopia nell’arte italiana di oggi, a cura di A. Mattirolo e P. Colombo - Museo nazionale delle arti del XXI secolo (MAXXI), Roma
- Il Grande Disegno, a cura di Elisa Gusella - Fabbrica Borroni, Bollate (Milano)

2006
- Sicilia!, a cura di Marco Meneguzzo  - Galleria Credito Siciliano, Acireale (Catania)
- Senza Famiglia. Storie di amicizia nell’arte italiana, a cura di L. Carcano - Promotrice delle Belle Arti, Torino
- Carla, Salvo e i Siciliani, a cura di Luca Beatrice - Andrea Arte Contemporanea, Vicenza
- Meridiani Paralleli. Percorsi di pittura a Palermo tra gli anni '80 e il 2000, a cura di Marina Giordano - Museo Civico, Castelbuono (Palermo)
- Stile Libero - Museo Spac, Buttrio (Udine)

2005
- Altri fantasmi, a cura di M. Kaufmann, L. Carcano e N. Mangione - Ermanno Tedeschi Gallery, Gagliardi Art System/Gallery, Galleria In Arco, Torino
- Urbana. La città in trasformazione, a cura di Olga Gambari - Museo del Territorio Biellese, Biella
- Facce da es, a cura di Olga Gambari - Es Arte Contemporanea, Torino
- NPP, nonpensiamocipiù, a cura di Andrea Di Marco - Galleria 61, Palermo
- Ovalitudine, a cura di Gianluca Marziani - Centro Culturale Le Ciminiere, Catania

2004
- Italiani da sette generazioni. 1980-2004, a cura di E. Cannaviello e M. Meneguzzo - Centro Cultural Borges, Buenos Aires - Argentina
- L’occhio, l’orecchio, il cuore, a cura di Sergio Tossi - Palazzo Ducale, Lucca
- Trentacinquesimo. Gli anni Novanta - Studio d'Arte Cannaviello, Milano
- Italian paintings: a new landscape, a cura di Luca Beatrice - Galleria Hof &Huyser, Amsterdam - Paesi Bassi
- Questi fantasmi..., a cura di M. Kaufmann - Galleria 1000 Eventi, Milano
- Legami, la visione continua, tra sogno e realtà, tra arte e cinema, a cura di Marina Mojana e Giuliana Montrasio - Fabbrica del Vapore, Milano
- Settembrini 45, a cura di Luigi Presicce, Federico Pietrella e Fabiola Naldi - Collettivo Settembrini 45, Milano
- XIV Quadriennale.Anteprima.Torino , a cura di Alessandro Riva - Palazzo della Promotrice, Torino

2003
- SchwarzweiausItalien, a cura di Achille Bonito Oliva - Galerie Davide Di Maggio (Mudimadue), Berlino - Germania
- Futuro italiano, a cura di L. Canova - Parlamento Europeo, Bruxelles - Belgio
- Arte Italiana per il XXI secolo, a cura di L. Canova e V. Coen - Ministero degli Affari Esteri, Palazzo della Farnesina, Roma

2002
- Metropolis. Sguardi sul paesaggio, a cura di Alberto Fiz - Stamperia dell'Arancio, Grottammare (Ascoli Piceno)
- Bizzarre - 3G Arte Contemporanea, Udine

2001
- Palermo Blues, a cura di Alessandro Riva e Alessandra Galletta - Cantieri Culturali alla Zisa, Palermo | Cartiere Vannucci, Milano
- Trailers - Studio d'Arte Cannaviello, Milano
- Nuova Pittura Europea - GalerieA@O+Cannaviello, Berlino

2000
- Sui Generis, a cura di Alessandro Riva - PAC, Milano
- Sguardi a corte - Corte delle Giare, Parma
- Trapassato Futuro, a cura di Alessandro Riva - Carterie Vannucci, Milano
- Racconti d'estate, a cura di Alessandro Riva e Carlo Lucarelli - B&B Arte Contemporanea, Mantova
- Alleviare irrefrenabili impulsi, a cura di Pietro Finelli - Collegio Fratelli Cairoli, Pavia
- Visioni, temi e modi, la giovane figurazione italiana nell'anno 2000, Premio Cairo Comunications, a cura di Nicoletta Cobolli Gigli - La Posteria, Milano
- Porta d'Oriente 2, a cura di Luca Beatrice - Palazzo Tupputi, Bisceglie (Barletta-Andria-Trani)

1998
- Rock around the clock, a cura di Alessandra Galasso - Ciocca Arte Contemporanea, Milano
- Extra Corpi - Marazzani Visconti Terzi s.r.l. Arte, Roma
- Cronache Vere, a cura di Alessandro Riva - Spazio Consolo, Milano
- Psiconauta, a cura di Gianluca Marziani - Il Mascherino, Roma
- Pre-Millennium Tension, a cura di Luca Beatrice - Fabbrica Eos, Milano
- Il nuovo ritratto in Italia, a cura di Alessandro Riva - Spazio Consolo, Milano
- Il Genio di Palermo, a cura di Eva Di Stefano - Studi aperti degli artisti, Palermo
- Premio di Pittura Città di Bordighera, a cura di Marco Di Capua - Ex Chiesa Anglicana, Bordighera (Imperia)

1997
- NRDF, a cura di Luca Beatrice - Ciocca Arte Contemporanea, Milano
- In che senso Italiano?, a cura di Matteo Boetti - Galleria Anna D'Ascanio, Roma
- Gattopardi, Artisti viaggiatori in Sicilia, a cura di Luca Beatrice - Pinacoteca Comunale, Capo D'Orlando (Messina)
- Fermo Immagine, a cura di Giovanna Nicoletti - LesChanses de L'Arte, Bolzano
- Locus Amoenus, a cura di Francesca Comisso - Cartello di Cumiana, Torino

1996
- Martiri e Santi, a cura di Alessandra Galletta - Fabio Sargentini. L’Attico, Roma
- Timecode, a cura di Alessandra Galletta - Iperspazio, Milano
- Antologia, a cura di Luca Beatrice - SpazioHerno, Torino | Trevi Flash Art Museum, Perugia
- Trance Italia Xpress, a cura di Luca Beatrice - Art Events, Benevento

1995
- Il rock è duro 3, a cura di Luca Beatrice e Cristiana Perrella - Autorimessa, Roma
- Vacanze Romane, a cura di Luca Beatrice - Galleria Banchi Nuovi, Roma
- Allarmi!!, a cura di Raffaele Gavarro - Ex Quartiere Militare Borbonico Casa Giove, Caserta

1994
- Pittura al muro, a cura di Raffaele Gavarro - Ex Palazzo Pretorio, Fucecchio (Firenze)

1993
- XXXII Biennale d'Arte Città di Milano, a cura di Giancarlo Ossola - Palazzo della Permanente, Milano
- Per Amore Per Forza, XXXVI Festival dei due mondi, a cura di Raffaele Gavarro - Galleria Comunale d'Arte Moderna Ex Convento San Domenico, Spoleto (Perugia)

1990
- Console, De Grandi, Incardona, a cura di Antonio Giusto - Galleria delle Ore, Milano

1989
- Accademia Europa - San Michele a Ripa, Roma

1988
- Arte come cultura del fare, a cura di Francesco Carbone - Scuole Comunali, San Biagio Platani (Agrigento)
- Il Cavallo Immaginato, a cura di Francesco Carbone - Fondazione Whitaker, Palermo
- Forme del Sacro nell'Arte, a cura di Francesco Carbone - Santuario di Altavilla Milicia, Altavilla Milicia (Palermo)
- Il Centro a Colori - Arte nelle piazze, Palermo

1987
- Oltre la città -Associazione Culturale Pro-Ventimiglia, Ventimiglia (Messina)

1986
- Segnali in fuga, la giovane pittura a Palermo, a cura di Gaetano La Rosa - Scuole Comunali, Lascari (Palermo)

## Opere in musei e collezioni
Nel 2003 il Ministero degli Affari Esteri italiano lo invita alla mostra Futuro italiano al Parlamento Europeo di Bruxelles.
Nel 2007 ha esposto in diverse mostre collettive alla Galleria Civica di Trento, al Palazzo Reale di Milano, al MAXXI, al Centro Cultural Borges di Buenos Aires e alla Galleria Hof & Huyser di Amsterdam.
Nel 2008 ha partecipato alla XV Quadriennale di Roma.
Nel 2010 ha esposto al Padiglione italiano dell'Expo 2010 di Shanghai. L'anno successivo è stato invitato alla 54ª Biennale di Venezia (Padiglione Italia) e nello stesso anno la Galleria d'Arte Moderna di Palermo ha esposto le sue opere nella mostra personale Il passaggio difficile.
Museo di Palazzo Riso, Museo Regionale d’Arte Moderna e Contemporanea, Palermo.
Collezione Farnesina Experimenta, istituita dal Ministero degli Esteri, istituita dal Ministero degli Esteri, Palazzo della Farnesina, Roma.
HangART7, Red Bull Hangar collection, Salisburgo, Austria.
Museo Civico, Pinacoteca Comunale, Marsala (TP).
Museo Civico di Castelbuono, Castelbuono (PA).
Museo del Novecento, Collezione Bertolini, Milano.
Galleria d'Arte Moderna, Palermo.
Galleria Comunale d'Arte Contemporanea di Monfalcone (GO).
Museo d'arte contemporanea collegio dei gesuiti, Alcamo (TP)
Museo d'arte Moderna e Contemporanea Repubblica di San Marino.
Fondazione Sicilia - Villa Zito, Palermo 
Musei Villa Adriana e Villa d’Este, Tivoli (Roma)